# Becca di Monciair
La Becca di Monciair (in francese e ufficialmente, Pic de Montchair - pron. fr. AFI: [mɔ̃ʃɛʁ]) (3.544 m s.l.m.) è una montagna del massiccio del Gran Paradiso nelle Alpi Graie.

## Pronuncia
Il toponimo in francese "Montchair" si pronuncia "Monshèr".

La grafia "Monciair" altro non è che l'adattamento italiano della pronuncia in patois valsavarein.

## Geografia
Si trova sullo spartiacque tra il Piemonte e la Valle d'Aosta, lungo la cresta che dal Gran Paradiso scende verso sud-ovest ed incontra la Tresenta ed il Ciarforon, fino ad arrivare alla Becca di Monciair.

## Salita alla vetta
La salita alla vetta inizia generalmente dalla Valsavarenche, a partire dal rifugio Vittorio Emanuele II.
La via normale consiste nel risalire la cresta nord-est (quella che guarda verso il Ciarforon). Dal rifugio Vittorio Emanuele II si attraversa sotto il ghiacciaio di Montcorvé e si costeggia sul lato sinistro il ghiacciaio di Monciair puntando verso il colle di Ciarforon. Raggiunta la cresta nord-est a monte del colle la si percorre fino alla vetta.
Più impegnativa è la salita attraverso la parete nord.
In alternativa si può salire alla vetta dalla valle dell'Orco, partendo dal Bivacco Giraudo (m 2630) nell'alto Vallone del Roc.

## Protezione della natura
La Becca di Monciair fa parte del Parco Nazionale del Gran Paradiso.

## Galleria d'immagini

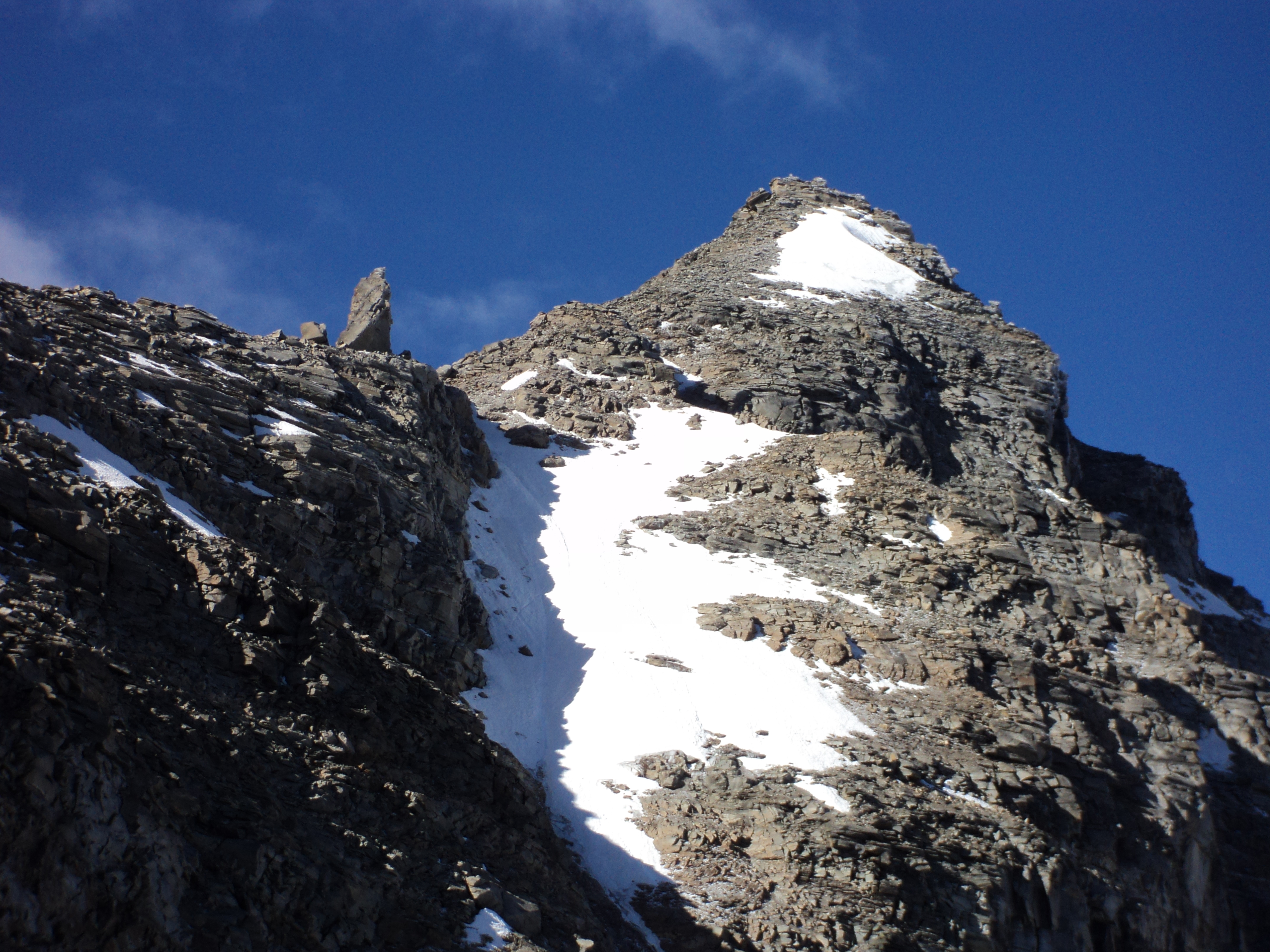
Versante nord-est e cresta nord-est della montagna
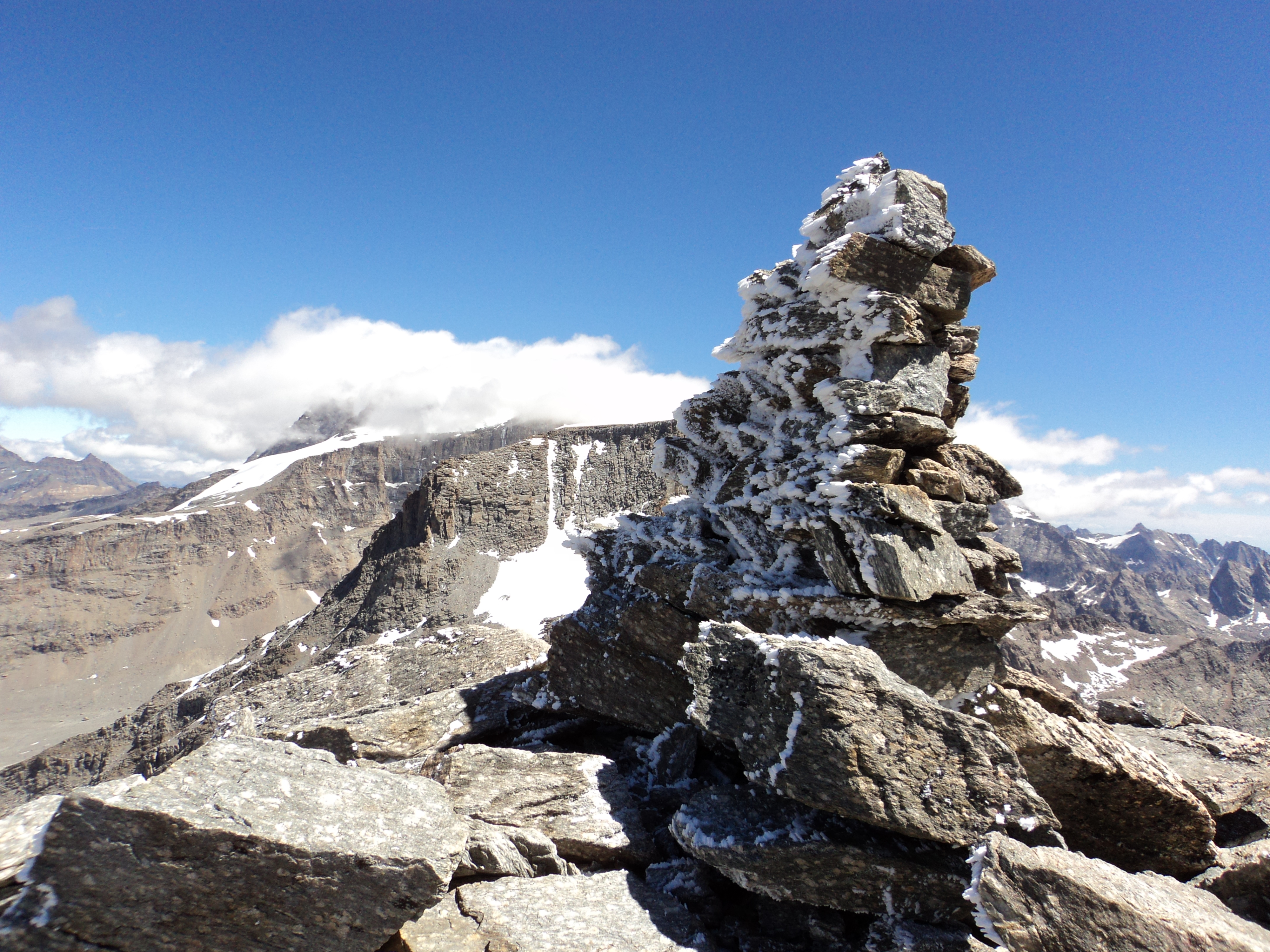
Vetta della montagna